# Дејан Јовић
Дејан Јовић (Самобор, 12. април 1968) јесте универзитетски професор и академик.

## Биографија
Пореклом је из мешовите српско-хрватске породице.
Јовић је студирао политичке науке у Загребу; магистарске студије је завршио у Љубљани и Манчестеру. Завршио је докторске студије на Лондонској школи економије 1999. године., када је и стекао докторат наука. У 2000. био је постдокторски истраживач на Европском универзитетском институту у Фиренци. Од 2000. до 2009. је био професор на Универзитету у Стирлингу у Великој Британији. Од 2009. године ради на Загребачком универзитету.
Јовић је редовни професор политикологије на Универзитету у Загребу и гостујући професор Београдског универзитета, на Факултету политичких наука. Он је члан Европске академије наука и уметности, те Интернационалне академије наука и умјетности Босне и Херцеговине, у којој је потпредседник и руководитељ Разреда за друштвене науке. Главни је и одговорни уредник "Трагова: часописа за српске и хрватске теме". Аутор је књига: "Увод у Југославију" (2023.), "Рат и мит: политика идентитета у сувременој Хрватској" (2017), и "Југославија: држава која је одумрла" (2003), која је објављена и на енглеском језику САД-у. Он се првенствено бави анализом распада Југославије, као и политиком у пост-југословенским земљама, односно на Западном Балкану. Уредио је четири зборника о теоријама међународних односа (између 2013. и 2018.). Добитник је награде "Сава Мркаљ" за изузетан допринос развоју српске културе у Хрватској. Био је главни и одговорни уредник политиколошког часописа "Политичка мисао" од 2013. до 2021. Председник је издавачког савета часописа Института за међународну привреду и политику (Београд): "Међународни проблеми". Један је од троје уредника едиције књига у Средње-европском универзитету посвећене Југоисточној Европи. Био је шеф Оделења за међународне односе на Факултету политичких наука у Загребу и председник Управног одбора Института за развој и међународне односе у Загребу.
Био је и главни аналитичар у тиму хрватског председника Иве Јосиповића од 2010. до 2014. Председник је Савета Српског народног вијећа у Хрватској. Оснивач је и председник Управног одбора Форума за спољну политику (Загреб).

## Дјела

### Књиге
- Uvod u Jugoslaviju. Zaprešić: Fraktura; Srpsko kulturno društvo Prosvjeta, 2023.
- Rat i mit: Politika identiteta u suvremenoj Hrvatskoj. Zaprešić: Fraktura. 2017.
- Yugoslavia: A State that Withered Away. West Lafayette, Indiana, United States: Purdue University Press. 2009.
- Jugoslavija - država koja je odumrla. Zagreb & Belgrade: Prometej & Samizdat B92. 2003.
- Причините за распаѓањето на СФРЈ. Skopje: Templum. 2003.[2]

### Уредник
- Marksističke teorije međunarodnih odnosa. Zagreb: Faculty of Political Science. 2018.
- Konstruktivističke teorije međunarodnih odnosa. Zagreb: Faculty of Political Science. 2016.
- Liberalne teorije međunarodnih odnosa. Zagreb: Političke analize & Faculty of Political Science. 2014.
- Teorije međunarodnih odnosa: Realizam. Zagreb: Politička kultura. 2013.
- Slobodan Milošević: put ka vlasti. Belgrade & Stirling: Institute for Contemporary History & Centre for European Neighbourhood Studies. 2008.[2]